# Palmeiras 6–7 Santos (1958)
Palmeiras 6–7 Santos, em 1958 foi um jogo que entrou para a história do futebol brasileiro. A partida ficou conhecida com "A Partida dos Infartos" por conta dos 5 infartos entre os torcedores que não aguentaram a emoção de tantos gols e viradas no placar.
Pelé ainda era um garoto e talvez nem imaginava que um dia seria chamado de Rei. Tinha ao seu lado algumas das lendas do futebol, como Pepe e Pagão. Os mais de 43 mil pagantes que foram ao Pacaembu naquela chuvosa noite de 6 de março de 1958 não viram apenas estes três craques balançarem as redes. A Primeira Acadêmia do Palmeiras, um dos poucos times que faziam frente ao perigoso Santos, uma máquina que começava a ganhar força e fama a cada ano que se passava. Os torcedores paulistas não se incomodaram com a água que caiu do céu e assistiram a um dos históricos jogos que fazem parte da enciclopédia do futebol brasileiro.
O Palmeiras daquela partida não era uma máquina e estava se desmanchando. Mazzolla, por exemplo, fez sua última temporada no clube antes de ir para o Milan da Itália. No ano seguinte, já com várias mudanças, o Alviverde levantou o campeonato paulista, o último título havia sido em 1950. O Santos, ao contrário, começava a montar um time que entrou para a história que meses depois do jogo histórico, foi campeão paulista com Pelé fazendo nada mais nada menos que 58 gols.
A década de 60 foi dominada pelo Alvinegro praiano. A equipe seria decacampeã paulista não fosse o Palmeiras no seu caminho, vencedor em 1963 e 1966.
Segundo o jogador Pepe "foi o jogo mais emocionante que o futebol brasileiro já apresentou."
E segundos muitos jornalistas, especialistas e torcedores da época, esse jogo foi O Jogo do Século.
Existem poucas imagens deste jogo. A maioria será disponibilizada no filme Pelé Eterno – Longa Versão

## O Jogo
| “ | "O técnico do Palmeiras era o Oswaldo Brandão, que resolveu colocar o Valdemar Carabina, um zagueiro alto e forte, na direita para me marcar. Fiz um salseiro pela esquerda, foi o maior clássico entre Santos e Palmeiras. Terminou 7 a 6 para o Santos e eu fiz três gols.'" | ” |

| “ | "O Santos ainda não era o time que o mundo inteiro iria aplaudir, mas o Palmeiras respeitava a gente. O jogo foi no meio do Rio-São Paulo e não decidiu nada, mas é inesquecível por todo o que aconteceu. O curioso é que depois daquela partida tão emocionante perdemos as seis seguintes." | ” |

No dia 6 de Março de 1958, uma quinta-feira, em uma partida válida pela terceira rodada do Torneio Rio-São Paulo, Santos e Palmeiras se enfrentaram no Estádio do Pacaembu. A partida não valia taça nem classificação. Porém, ele aconteceu meses antes da Copa do Mundo da Suécia, e certamente, muitos daqueles jogadores, estavam ainda lutando para garantir a convocação final.
O jogo começou com o Palmeiras fazendo a festa. Com um gol do ponta-esquerda Urias aos 18 minutos de jogo, o Verdão abriu os marcadores. Pelé empatou aos 21 e Pagão virou aos 25, com Nardo empatando 1 minuto depois. Em seguida, três gols do Santos - Dorval aos 32, Pepe aos 38 e Pagão aos 46 minutos estabeleceram 5 x 2, que fecharia o primeiro tempo do certame.
O jogo parecia ganho para o Santos. Zito chegou a dizer: "Eu cheguei no vestiário dizendo: "Cinco vira, dez acaba". Vamos detonar o Palmeiras hoje"
Segundo Mazzola, "no intervalo do jogo, quando chegamos ao vestiário, o nosso goleiro Edgar, começou a chorar e não queria mais entrar em campo, e então o nosso técnico Brandão, tirou ele e colocou o goleiro reserva Vitor". Ele disse: 'Não posso voltar atrás', então nosso treinador Brandão teve que enviar Vitor, que era uma reserva jovem."
Vitor, no entanto, desmentiu sua inexperiência, começando a frustrar os temíveis atacantes de Santos. Enquanto isso, os atacantes de Palmeiras começaram a fazer o implausível parecer plausível..
Na volta do intervalo, após Osvaldo Brandão exigir que seus jogadores tivessem vergonha na cara, um motivado Verdão empatou a partida em 34 minutos. Paulinho, de pênalti, aos 16; Mazzola, aos 20 e aos 28, e Urias, aos 34. Um 6 a 5 que parecia sacramentar uma reação impossível.
| “ | Foi inacreditável. Ainda tenho apoiadores vindo até mim na rua para falar sobre esse jogo. Ninguém vai esquecer. | ” |

O narrador Edson Leite, gritou ao microfone de sua emissora, após o sexto gol do palmeiras: “Milagre no Pacaembu. Estamos testemunhando o maior espetáculo que já vi no futebol“.
Pepe voltou a empatar aos 38, de cabeça, e, aos 43, consolidou a última virada da partida.
Um jogo de 13 gols que para sempre deixaria saudade. Para o cineasta Aníbal Massaini, "esta partida é tida como a mais emocionante da história. Faleceram cinco pessoas por causa dela, três delas com registro, sendo uma dentro do Pacaembu".

### Ficha técnica
| 6 de março de 1958 | Palmeiras                                                                    | 6 – 7     | Santos                                                                         | Estádio Municipal Paulo Machado de Carvalho, São Paulo             |
|                    | Urias 20' · Nardo 26' · Paulinho 61' · Mazzola 64' · Mazzola 72' · Urias 79' | Relatório | Pelé 21' · Pagão 25' · Dorval 32' · Pepe 38' · Pagão 44' · Pepe 85' · Pepe 87' | Público: 43,068 (Renda CR$ 1.676.995,00) Árbitro: João Etzel Filho |

|                 |    |                   |  |
|                 |    |                   |  |
| GK              | 1  | Edgar 45'         |  |
| Z               | '  | Edson             |  |
| Z               | '  | Dema              |  |
| M               | '  | Valdemar Carabina |  |
| M               | '  | Waldemar Fiúme    |  |
| M               | '  | Formiga           |  |
| A               | '  | Paulinho          |  |
| A               | '  | Nardo 45'         |  |
| A               | '  | Mazzola           |  |
| A               | 10 | Ivan              |  |
| A               | '  | Urias             |  |
| Substituições:  |    |                   |  |
| GK              | 12 | Vitor 45'         |  |
| A               | '  | Caraballo 45'     |  |
| A               | '  | Maurinho          |  |
| Treinador:      |    |                   |  |
| Osvaldo Brandão |    |                   |  |

|                |    |                 |  |  |
|                |    |                 |  |  |
| G              | 1  | Manga           |  |  |
| Z              | '  | Helvio          |  |  |
| Z              | '  | Dalmo           |  |  |
| M              | '  | Fiotti          |  |  |
| M              | 5  | Zito            |  |  |
| M              | '  | Ramiro          |  |  |
| A              | '  | Dorval          |  |  |
| A              | '  | Jair Rosa Pinto |  |  |
| A              | 9  | Pagão           |  |  |
| A              | 10 | Pelé            |  |  |
| A              | 11 | Pepe            |  |  |
| Substituições: |    |                 |  |  |
| Z              | 12 | Urubatão        |  |  |
| A              | '  | Afonsinho       |  |  |
| Treinador:     |    |                 |  |  |
| Lula           |    |                 |  |  |

## Recordes
- Partida com o maior número de gols em um clássico no Brasil,